# Anna Greta Wide
Anna Greta Wide (født 4. december 1920 i Göteborg, Sverige, død 28. august 1965) var en svensk digter.

## Opvækst og uddannelse
Hun er datter af en folkeskolelærer gik på den klassisksproglige linje på en pigeskole i Göteborg (hvor hun fik topkarakter). Hun fik sin studentereksamen i 1940 på latinlinjen, tog en kandidateksamen i 1949 og blev senere magister i nordiske sprog, engelsk, litteraturhistorie og pædagogik i 1951. Hun arbejdede efterfølgende på Göteborgs praktiska realskola og efterfølgende på Kungsbacka samrealskola. Hun døde af cancer to år efter, at det blev opdaget.

## Digter
Hun debuterede som digter i 1942 mned Nattmusik og skrev efterfølgende fem digtsamlinger, men havde allerede som gymnasieelev vundet en landsdækkende pris for et digt om Afrodite. Desuden har hun fortolket to udenlandske digte, som er med i den svenske salmebog fra 1986. Hun har også flere gange oplæst sine værker i svensk radio.
Hendes familie donerede i 2018 en kuffert med flere af hendes værker til universitetsbiblioteket i Göteborg.